# Архаров, Владимир Иванович
Влади́мир Ива́нович Арха́ров (укр. Володимир Іванович Архаров; 14 [27] февраля 1907, Одесса, Российская империя — 26 сентября 1997 года) — советский физик (специализация — физика твёрдого тела), доктор технических наук (1945), профессор (1946), академик (1965) Национальной академии наук Украины.
Владимир Архаров основатель научной школы мезоскопических явлений в твёрдых телах.

## Биография
Владимир Архаров родился 14 (27) февраля 1907 года в Одессе в семье военного врача.
Его отец имел крестьянские корни, мать была из дворян.
В 1924 году Владимир Архаров закончил Нижегородский индустриальный техникум по специальности «Техник по теплотехнике».
С осенней сессии 1925 года Архаров начал учёбу на физико-техническом отделении Нижегородского университета, откуда в 1928 году перевёлся на физико-механический факультет Ленинградского политехнического института.
Учёбу в Ленинградском политехе Владимир сочетал с научной работой в одной из лабораторий Ленинградского физико-технического института, где прошёл путь от препаратора (1928) до старшего инженера (1932).
В 1931 году Архаров окончил Ленинградский политехнический институт по специальности инженера-физика.
В 1932 году Владимир Архаров был включён в штат создаваемого в Свердловске Уральского физико-технического института.
В 1932—1934 годах и 1937—1965 годах Архаров работал в Уральском физико-техническом институте, преобразованном затем в Институт физики металлов.
В перерыве — с 1934 года до осени 1936 года он работал в Горьковском физико-техническом институте.
В Уральском физтехе Архаров начинал старшим научным сотрудником лаборатории диффузии, но уже в 1941 году стал заведующим этой лаборатории.
В 1938 году Архаров без защиты диссертации получил степень кандидата технических наук, а в 1945 году защитил докторскую диссертацию.
В 1946 году Владимир Иванович Архаров утверждён в звании профессора.
По совместительству с научной, Владимир Архаров занимался педагогической деятельностью:
- В 1931—1934 годы был ассистентом кафедры экспериментальной физики в Ленинградском физико-механическом институте.
- В 1934—1936 годах — доцентом в Горьковском университете.
- В 1938—1941, 1943, 1946—1947 годах — доцентом, а после заведующим кафедрой общей физики в Свердловском педагогическом институте.

В 1953 году дало о себе знать дворянское происхождение Владимира Ивановича.
Представители комиссии отдела науки ЦК КПСС потребовали удаления Архарова из университета.
На заседании учёного совета их поддержали некоторые коллеги Архарова, которым было известно его отношение к некоторым сторонам общественной жизни.
Так декан историко-филологического факультета А. В. Жаркова констатировала:
Мы давно слышали со стороны товарищей с кафедр естественных наук (Архарова, Малкина), что общественная наука, это — не наука.
Впрочем, ректору института Г. И. Чуфарову удалось тогда отстоять одного из лучших профессоров.
В 17 декабря 1965 года Владимир Иванович Архаров, как один из ведущих советских специалистов по физическому материаловедению, был избран действительным членом Академии наук Украинской ССР и вскоре переезжает в Донецк, где создаёт лабораторию в Донецком физико-техническом институте и кафедру в местном университете.
В 1966—1972 годах работал в Донецком физико-техническом институте АН Украины.
В 1975—1982 годах — заведующий отдела Института проблем материаловедения АН Украины (Донецк).
Владимир Иванович Архаров умер 26 сентября 1997 года в Донецке[уточнить].

## Научная деятельность
Владимир Иванович Архаров считается воспитанником научной школы академика Абрама Фёдоровича Иоффе.
Научные труды Владимира Архарова посвящены физике твёрдого тела, металлофизике, физическому металловедению.
Выделяют несколько направлений научной тематики Владимира Архарова:
- Исследование механизма высокотемпературного окисления железа. В ходе этих работ установлена связь между структурой окалины и скоростью окисления и предложены первые гипотезы о структурном механизме жаростойкости и защитного действия оксидных плёнок. Именно на основе этих работ была написана и защищена докторская диссертация.
- Работы по электролитическому хромированию, которые позволили выяснить типы структур в электролитических осадках, а также процессы рекристализации в них. В ходе этих работ была предложена наиболее вероятная картина влияния различных факторов, обусловливающих природу осадков, на механизм их образования, и попутно решён ряд технологических вопросов.
- Во время Великой Отечественной войны Архаровым были разработаны методика и технология газового хромирования стальных изделий. Эта работа позволила решить проблему выбора материалов для производства важного оборонного изделия, наладить его серийное изготовление.
- Вопросы методологии техники рентгеноструктурного анализа. Учёным была разработана методика фокусирования рентгеновских лучей, позволившая сократить время экспозиции рентгенограмм в 1,5-2 тыс. раз, предложена методика рентгеновского контроля за производством пьезокварцевых пластинок, даны методические и конструктивные решения ряда задач по применению рентгеновских лучей в производстве.

Владимир Архаров основатель научной школы мезоскопических явлений в твёрдых телах.
Им было выполнено введение и разработка представлений о коллективных элементарных актах и эстафетную передачу активации в процессе диффузии и рекристаллизации в твёрдом теле; выявлены явления межкристаллитной внутренней адсорбции растворенных компонентов и примесей и установлена роли этого явления в формировании механических и физических свойств; созданы и развиты концепции мезоскопичного рассмотрения явлений в твёрдом теле с ведением характерных структурных масштабов, при которых элементарные акты рассматриваемых явлений становятся коллективными.

## Педагогическая деятельность

### В Уральском университете
Кафедра, которую Владимир Архаров возглавил в Уральском университете, была одной из первых в стране кафедр физики твёрдого тела, поэтому на его плечи легли разработка учебного плана, налаживание учебного процесса и организация методической работы.
С осени 1947 года на третьем курсе физико-математического факультета была начата специализация студентов по физике твёрдого тела и уже в 1950 году она выпустила первых специалистов в этой области.
За время работы на кафедре физики твёрдого тела в Уральском университете Архаров создал своё научное направление, опубликовал более 260 научных статей, подготовил 6 докторов и более 40 кандидатов физико-математических наук.
Особо выделяют профессора, доктора физико-математических наук, заслуженного деятеля науки России Виталия Николаевича Конева (1923—1998).

## Коллекция академика Архарова
Владимир Иванович Архаров увлекался изобразительным искусством и коллекционированием.
С 1985 года началась дружба учёного с Донецким художественным музеем.
Тогда он подарил музею альбом гравюр «Душенька» одного из известных мастеров графики графа Фёдора Толстого, приходившегося дядей русскому писателю Алексею Толстому, созданный с авторских досок при жизни мастера в 1850 году.
Позже в музейное собрание были переданы два редких альбома гравюр из личной библиотеки академика Архарова, посвящённых русским столицам: И. Павлова — «Московские дворики» и П. Шиллинговского — «Петербург. Руины и возрождение», а также журналы, ставшие библиографической редкостью, — «Мир искусства» рубежа XIX—XX веков и «Жар-Птица» — издание 1920-х годов.
Из коллекции Архарова в музей поступили также такие раритеты, как первый научный каталог Русского музея Императора Александра III, составленного бароном Н. Врангелем, альбом «Галерея Шантильи», Париж и другие.
Музеем были унаследованы картины, гравюры, редчайшие издания, китайские нэцкэ, древнее декоративное искусство Японии, Индии, Вьетнама, Русского Севера и другие вещей, которые покупал Владимир Иванович, бывая на научных съездах и конференциях.

## Личная жизнь
Дочь — Ирина Владимировна Архарова — архитектор, лауреат Государственной премии Совмина СССР. Написала об отце книгу — «Путь учёного», предисловие для которой создал Президент НАН Украины — Борис Евгеньевич Патон.

## Награды и премии
- Орден Красной Звезды — за работы по методике и технологи газового хромирования стальных изделий, выполненных во время Великой Отечественной войны[2]
- Орден «Знак Почёта» (1954)[2]
- первая премия Уральского университета за лучшую научную работу (1965; вместе с Виталием Николаевичем Коневым)[2].